# بول بنيديكت
بول بنيديكت (بالإنجليزية: Paul Benedict) مواليد 17 سبتمبر 1938 في نيومكسيكو، الولايات المتحدة - الوفاة 1 ديسمبر 2008 في ماساتشوستس، الولايات المتحدة، هو ممثل أمريكي بدأ مسيرته الفنية سنة 1965. امتدت مسيرته الفنية لأكثر من 43 عاما. من أعماله ذا جيفرسونز.

## الأعمال

### أفلام
| السنة | العنوان       | الدور      |
| ----- | ------------- | ---------- |
| 1990  | الطالب الجديد | آرثر فليبر |

## روابط خارجية
- بول بنيديكت على موقع IMDb (الإنجليزية)
- بول بنيديكت على موقع ألو سيني (الفرنسية)
- بول بنيديكت على موقع تيرنر كلاسيك موفيز (الإنجليزية)
- بول بنيديكت على موقع أول موفي (الإنجليزية)
- بول بنيديكت على موقع قاعدة بيانات برودواي على الإنترنت (الإنجليزية)
- بول بنيديكت على موقع قاعدة بيانات الأفلام السويدية (السويدية)
- بول بنيديكت على موقع إن إن دي بي (الإنجليزية)
- بول بنيديكت على موقع قاعدة بيانات الفيلم (الإنجليزية)
- بول بنيديكت على موقع كينوبويسك (الروسية)